# Den thrakiska graven i Svesjtari
Den thrakiska graven i Svesjtari ligger 2,5 km sydväst om byn Svesjtari och 42 km nordost om Razgrad, i regionen Razgrad  i nordöstra Bulgarien. 
Graven, som upptäcktes 1982, är byggd på 300-talet f.Kr. och avspeglar de grundläggande strukturprinciperna för thrakiska kultbyggnader. Graven har en unik arkitektonisk dekor, med mångfärgade karyatider (till hälften människor och till hälften växter) samt muralmålningar. De tio kvinnofigurerna som är ristade i hög relief på väggarna i den centrala kammaren samt lunetterna (halvmåneformade väggfält) som dekorerar väggarna i dess valv är de enda kända av sitt slag i Thrakien.
Den thrakiska graven i Svesjtari blev 1985 uppsatt på Unescos Världsarvslista.